# Hyposoter anglicanus
Hyposoter anglicanus là một loài tò vò trong họ Ichneumonidae.